# Casaletto Ceredano
Casaletto Ceredano är en ort och kommun i provinsen Cremona i regionen Lombardiet i Italien. Kommunen hade 1 152 invånare (2018).